# Margarida Guerreiro
Margarida Guerreiro (Montemor-o-Novo, Alentejo, 20 de Junho) é uma cantora, fadista portuguesa.

## O início
Embora não seja oriunda de uma família com ligações ao mundo das artes, desde muito cedo manifestou interesse pelas artes, principalmente pela música.
Aos onze anos conheceu Manuel Justino Ferreira, poeta, guitarrista, homem da rádio e do teatro, que se enterneceu com a curiosidade de uma menina que ligou para um programa de rádio a fim de participar num concurso, e que cantou em directo o Ai Mouraria, de Amália Rodrigues. Era o início de uma amizade e de uma cumplicidade de muitos anos. O verdadeiro fascínio de Margarida não era propriamente o fado, mas sim a sonoridade da guitarra portuguesa.

## A carreira
A primeira oportunidade para cantar em público foi no Convento de São Domingos, com Vicente da Câmara e José da Câmara. Os convites para os mais diversos eventos sucederam-se, ao lado de nomes como Manuel de Almeida, Carlos Zel, António Pinto Basto e Margarida Bessa, mas o mais importante foi aquele em que subiu ao palco ao lado de Amália Rodrigues, no Cine Teatro Curvo Semedo. Nesta fase teve o privilégio de conhecer e trabalhar com Pedro Veiga (guitarra portuguesa), José Luís Nobre da Costa (guitarra portuguesa), Jaime Santos (viola) e Professor Joel Pina (viola baixo), que tiveram um papel preponderante na sua aprendizagem e evolução enquanto cantora.
Convidada para o programa Lugar aos Novos, na Rádio Renascença, e vencedora do concurso de fado do Amália Clube de Fado, perante um júri composto por João Braga, Carlos do Carmo, Rodrigo e Carlos Zel, e que resultou na gravação de dois temas num CD representativo deste concurso: Rosa Enjeitada e Fado Português.
Surgiram as primeiras presenças em programas de televisão: Portugal Português, Fados de Portugal e outros, e que resultaram em convites para o Festival de Música Internacional el Hatilho, na Venezuela; Expo 98, onde actou durante a semana do Alentejo; II Encontro de jornalistas; Festival das 4 Cidades; digressão na Suíça e Canadá; percorreu a Espanha com o concerto Fado Flamengo durante um ano.
Em 2003 surgiu o seu primeiro trabalho discográfico, Sal e Mel, editado pela Ovação. A apresentação do trabalho teve lugar no palco principal da Feira da Luz 2003, a convite da Câmara Municipal de Montemor-o-Novo. A crítica e a aceitação por parte do público foram bastante favoráveis e as solicitações multiplicaram-se. Margarida tornou-se presença assídua em programas de televisão, como Portugal no Coração, A Vida É Bela, Olá Portugal, Praça da Alegria e Você na TV, entre outros; rádio; imprensa; espaços culturais (Fnac) e percorreu o país com o seu concerto ao vivo.
Em 2004, foi uma das fadistas da nova geração escolhidas para integrar o CD Divas do Fado Novo, ao lado de nomes como Mísia, Ana Moura, Cristina Branco, Ana Sofia Varela, Katia Guerreiro e, na compilação, Cantar Amália das Selecções do Reader's Digest.
Em 2005 integrou a compilação Fado Capital VI e foi referenciada no livro O Futuro da Saudade - o novo fado e os novos fadistas, de Manuel Halpern. 
Foi convidada pela Orquestra Metropolitana de Lisboa a cantar com António Eustáquio (guitarra portuguesa) e quarteto de cordas no festival Rencontres Musicales de Méditerranée, na Córsega. Algumas manifestações em Corse Matin (9 de Novembro de 2005) sobre ela foram:
Margarida Guerreiro est une grande chanteuse à la voix magnifique.
Le sourire radieux, a enchanté de sa voix Montemor-o-Novo a apresentar oito concertos no decorrer do Ciclo da Primavera.
Conheceu o compositor, guitarrista e produtor Custódio Castelo (que já gravou e produziu nomes como Mariza, Mìsia, Camané entre muitos outros e foi o mentor do projecto Cristina Branco durante oito anos), que convidou Margarida a dar voz ao seu mais recente projecto artístico, Encores, que se encontra em digressão por Portugal, e onde canta poemas de Cecília Meireles, Pedro Homem de Melo, Amália Rodrigues, David Mourão Ferreira e Vasco Graça Moura, numa viagem intimista que alia a guitarra portuguesa à poesia, à dança e à voz. 
Na Cidade do México, em Maio de 2007, Margarida representou Portugal no 4º Festival Ollinkan International World Cultures, a convite do governo mexicano.
2008 - ENCORES FADO Live
O primeiro álbum do projecto Encores Fado, ao qual se seguirão Encores Fado - Inédito e Encores Fado Encontros
Neste momento Margarida Guerreiro além do projecto Encores Fado com Custódio Castelo, é a cantora da "7 Sóis OrKestra", um projecto do Festival Sete Sóis Sete Luas, onde interpreta temas do seu repertório (Ausente e Libertação), e temas originários de outros países do mediterrâneo, em siciliano, dialecto calabrese, espanhol, italiano, arabe, grego antigo e sabir (a lingua mãe de todo o mediterrâneo).

Este projecto foi registado em concerto realizado na Sicília em Maio de 2008, e será apresentado em digressão por Portugal, Itália,Espanha e França.

Além da voz de Margarida Guerreiro, participam neste projecto:
Stefano Saletti (Italia) Produção, Bouzouki e Oud 
Massimo Cusato (Itália, Calábria) - Bateria e percussão
Jamal Ouassini (Marrocos) - Violino
Miguel Ortis (Espanha) - Guitarra Flamenca
Eyal Seal (Israel) - Sopros
Mario Rivera - Baixo 